# 凌登瀛
凌登瀛（1544年—1587年），字元學，又字玄仲，别號二洲，浙江杭州府錢塘縣人，民籍，明朝政治人物。

## 生平
隆慶四年（1570年）与兄凌登名（號一洲）同中庚午科浙江鄉試，名列第一名，萬曆五年（1577年）登丁丑科三甲第六十五名進士。連丁母亲、祖母、父亲三艰，九年授扬州府兴化县知县，官至禮科给事中，萬曆十五年卒于官，年四十四。

## 家族
曾祖凌恩；祖父凌桂，贈承德郎刑部主事；父凌立，號雙橋，曾任建昌知府。母朱氏（封安人）。兄凌登名，字元孚，號梓崖，同科举人，历官合肥知县、直隶徽州府同知、广西太平府知府。弟登第（字元叔）、登嘉（字元禮）。